# G.50 (航空機)
G.50 フレッチャ
1941年の北アフリカでドイツ国防空軍のメッサーシュミット Bf110と飛行するイタリア王立空軍のG.50
- 用途：戦闘
- 分類：戦闘機
- 設計者：ジュゼッペ・ガブリエッリ
- 製造者：フィアット
- 運用者：

  - イタリア王立空軍（英語版）
  - フィンランド空軍
  - スペイン空軍
  - ドイツ国防空軍
- 初飛行：1937年2月26日[1]
- 生産数：683 + 5（プロトタイプ）[2][注釈 1]
- 生産開始：1935年
- 運用開始：1938年
- 退役：1946年 フィンランド空軍[4]
- 運用状況：退役

フィアット G.50 フレッチャ（Fiat G.50 Freccia、「矢」）は航空機メーカーフィアット・アヴィアツィオーネが開発及び製造した、第二次世界大戦期のイタリアの戦闘機。就役当時、同機は密閉式コックピットと引込式降着装置（引込脚）を備えた、イタリアで初の単座全金属単葉機だった。初飛行は1937年2月26日だった。1938年前半にフレッチャはイタリア王立空軍およびその外征兵力である遠征空軍で運用され、スペインの戦域内の敵機と比較で速度と操縦性で勝っていることを示した。
G.50は北ヨーロッパ、北アフリカ、バルカン半島およびイタリア本国などの広範囲のイタリアの前線で使用された。G.50はしばしば自機を追い越せるほど優速で射程距離も長いことのあるイギリスのホーカー ハリケーンと対峙することが多かった。さらに、第二次世界大戦が始まると、G.50のブレダSAFAT機関銃（12.7mm）2丁という武装の貧弱さが明らかになった。後期モデルでは大幅な航続距離の増大をもたらす燃料容量の増加などの改良がほどこされた。
G.50は海外の顧客に向けて輸出もされ、少数がクロアチア空軍で飛行し、35機がフィンランドに出荷されて、1939年から1940年の冬戦争と1941年から1944年の継続戦争でのソビエト連邦との両方の戦いで功績を残した。フィンランド軍でのG.50は、33:1という前例のない撃墜対被撃墜比率を達成したと伝えられている。

## 開発

### 背景
フィアット G.50の起源は、イタリアの航空機技術者ジュゼッペ・ガブリエッリが作り出した設計にある。これは、それまで主任技師のチェレスティーノ・ロザテッリに依存してきたフィアットにとって大きな転機となった。ガブリエッリの影響以外にも、この戦闘機の設計は1936年に発行されたイタリア王立空軍向けの近代的要撃機に関する要求仕様書によって具体化した。
ガブリエッリは設計作業を1935年4月に開始した。この設計は当時の最先端のもので、導入時にはイタリアで生産される最も先進的な戦闘機となった。原型機2機の製作は1936年の真夏に開始された。生産はマリーナ・ディ・ピサにあるフィアットの子会社、CMASA（Costruzioni Meccaniche Aeronautiche S.A.、航空機製造株式会社）に委ねられた。
1937年2月26日に原型1号機が初飛行した。G.50計画のチーフテストパイロットだったジョヴァンニ・デ・ブリガンティ指揮官の操縦で、カゼッレ飛行場（トリノ）を離陸した。 この飛行中、試作機は最高速度 472 km/h (255 ノット; 293 mph) に達し、6 分 40 秒以内に高度 6,000 m (19,700 フィート) まで上昇したと記録されました。。1937年10月、ミラノ国際航空ショーで正式に一般公開された。
その新しい設計の帰結として、性能を検証するための拡張された飛行評価プログラムの実施が決定された。1937年に、最初の量産前シリーズの機体とともに、グルッポ・スペリメンターレ（gruppo sperimentale、実験グループ）が編成された。G.50での初期の飛行経験から、これ以前の設計と比較して単葉機としては比較的軽い操縦翼面を有し、非常に機動性が高いことが明らかになった。しかしながら、限られた出力しかない星型エンジンと、1対の機関銃だけという貧弱な火力という2つの課題も確認された。

### 初期の発注
1937年9月にフィアットは45機分の追加バッチを受注した。より大規模の発注の前に、イタリア航空省はG.50と、やはり新開発のマッキ M.C.200との比較「離陸」試験飛行を実施することを決定した。1937年11月8日、ブリガンティが原型2号機（M.M.335）の6回目の評価飛行中に急降下から引き起こし時に発生した機体異常によって死亡した。グイドーニアでの飛行試験によって、この機体が特に回復が不可能な低空飛行時には非常に危険な特性である制御不能なスピンにあまりにも容易に陥ることが明らかになった。
イタリア国王ヴィットーリオ・エマヌエーレ3世とベニト・ムッソリーニ首相が訪れた際にも、グイドーニアで新たな悲劇が起こった。経験豊富なパイロットであるマリオ・ボンザーノ少佐とベレッタ中尉およびマラスコ中尉が操縦する3機のG.50が低空高速パスの実演中に困難に陥った。ベレッタ機はスピンして制御不能となり、弾薬研究所に墜落し、パイロットが死亡した。墜落事故があったにもかかわらず、飛行試験プログラムの全体的な結果は満足の行くものであると判断され、フレッチャはより高速なマッキ M.C.200よりも機動性が高いことが証明され、1938年6月9日にG.50がCaccia I（戦闘機1）コンペティションの勝者とされた。コンペティションの3位だったIMAM Ro.51は落第したが、その機動性を理由に、王立空軍委員会はG.50も発注することを決定した。
1939年初頭に最初の量産機が王立空軍に納入された。イタリア軍のパイロットは、素早く開けられないことと、プレキシガラスの品質が比較的低く、ヒビが入ったり砂や埃で擦れて視界が悪いことから密閉型キャノピーに好意を持たなかったと伝えられている。さらに、排気の臭いがコックピットに漏れ込むことから、パイロットはしばしばキャノピーを開けたままで飛行した。このことから、第2バッチの200機には開放型コックピットが設けられた。
1939年以降、G.50の生産の殆どはトスカーナ州のマリーナ・ディ・ピサにあるCMASAの工場に移管された。G.50の最初の派生型にはいくつかの異なる構成の武装が搭載されており、機首に1丁ないし2丁の12.7mmブレダSAFAT機関銃を搭載したものと、追加で両翼に7.7mmブレダSAFAT機関銃を1丁ずつ搭載したものとがあった。翼内機銃搭載型は大型化された方向舵によって容易に識別できる。

### さらなる開発
1938年に、王立空軍は2座の練習機バージョンのG.50の開発を要求し、G.50/B（Bicomado、2連操縦）と命名した。この型の最初の機体は1939年後半に組み立てられた。生徒は2本のロールバーを備えた密閉式コックピットの前席に座っった。最初の5機は第1シリーズの一部だった。それ以上の生産はCMASAに委ねられ、106機のG.50/Bが製造された。1機のG.50/Bがのちに空中写真用カメラを装備して偵察機に転換された。別のG.50/Bはアクィラで洋上偵察機として運用するためにアレスティング・フックが装備されたが、空母自体が完成しなかった。
1940年に、わずかに改善された派生型がG.50bisと命名された。最大の改善点は104 Lの追加の燃料タンクによる645 kmから1,000 kmへと広げられた作戦行動半径だった。
最終的な派生型は、1941年半ばにCMASAによって組み立てられた、1,075 hp (802 kW)を発揮するダイムラー・ベンツ DB 601を搭載したG.50/V（Veloce、高速）だった。トリノにあったフィアット・アヴィアツィオーネの飛行場での試験中に水平飛行で最高速度570 km/hを記録するとともに、高度6000 mまで5分30秒で上昇した。しかしながら、この時点ですでにガブリエッリはフィアット G.55を設計しており、しかもフィアットは1,475 hp (1,100 kW)を発揮するダイムラー・ベンツ DB 605を組み立てるライセンスを取得していたため、G.50/Vは新しい装備の試験に使用された後に廃棄された。
総計で784機のG.50が生産されたが、そのうちの426機をフィアットが、残りの358機をCMASAが生産した。この内の58機が輸出され、13機のG.50はスペインに、35機がフィンランドに、最後の10機がクロアチアに売却された。
出荷された2機のG.50が、フィンランドに到着する前に燃料切れとなって破壊された。3月7日にアッセル・ワリウス軍曹が燃料ポンプをメインタンクに切り替え忘れてG.50（FA-8）が墜落し、パイロットが負傷した。3月8日には、ハンガリー人義勇兵パイロットのヴィルモシュ・ベラッシュ（Wimos Belassy）少尉が操縦するG.50（FA-7）が、スウェーデンからフィンランドに向けてバルト海を横断中に燃料切れとなって、おそらく海に落ちた。FA-7とパイロットは発見されなかった。同僚パイロットのマティアシュ・ピリティ少尉は途中で引き換えして機体ともども無事だった。

## 設計
フィアット G.50は低翼単発単葉の戦闘要撃機である。軽合金表皮を用いたセミモノコック構造の胴体を備えた全金属構造を特徴としている。胴体の構造は4本の主縦通材と17個のフレームで形成され、胴体尾部を形成する圧力隔壁に狭まっている。主翼は3つの別々のセクションに分割されており、鋼管製の中央セクション構造と、ジュラルミン製の外翼部および軽合金製の外皮との組み合わせで構成されていた。エルロンは静的および空力的にバランスが取られており、金属構造が布地で覆われていた。油圧駆動される4枚構成のスロッテッドフラップが主翼に取り付けられており、離陸及び着陸性能を改善していた。このフラップは対気速度が一定以上になると自動的に格納された。
G.50は、内向きに格納される主輪と、固定式のキャスター付き尾輪からなる格納式降着装置（引込脚）を備えていた。G.50は、引込脚、密閉式コックピットおよび定速プロペラを備えた、イタリア初の前線戦闘機だった。これらの改良によって、G.50ha同時期のフィアット CR.42よりも33 km/h優速だと認められていた。航空作家のジャンニ・カッターネオによれば、G.50は「設計と製造に新しい概念と技術を導入した、頑丈で欠点のない航空機」だった。
NACAカウルに覆われ、フレキシブルマウントが取り付けられたクロムモリブデン鋼管構造上に取り付けられた、離陸時に870 hp (650 kW)、高度3,800 mで960 hp (720 kW)を発揮する1基ののフィアット A.74 R.C.38空冷14気筒機械過給星型エンジンを搭載していた。
エンジン整備のためにはカウリングに設けられた大きなドアが利用でき、防火隔壁の後の胴体に設けられたパネルは燃料タンクと火器の整備に用いられる。エンジンは減速歯車と組み合わされハミルトン-フィアットの3翅全金属製定速プロペラを駆動する。
パイロットはスライド式透明キャノピーの下の密閉式コックピットに座り、シートはパイロットの好みに合うように高さと傾きが調整可能だった。キャノピーは比較的遮るもののない後方視界を含む良好な透明性を備えていたにもかかわらず、パイロットが密閉されたレイアウトを好まなかったたため、さまざまなタイプの開放型キャノピーが試行され、最終的にはヒンジ付きの透明なサイドウィンドウの組み合わせが標準化された。
光像式照準器が、戦闘機の武装である各銃300発の弾丸を搭載した12.7 mmブレダSAFAT機関銃の照準を合わせるために搭載された。プロペラ同調装置を使用してプロペラの間から発射するコックピットのすぐ前に搭載された機関銃は、単発モードと斉射モードが選択できた。

## 運用履歴

### 導入

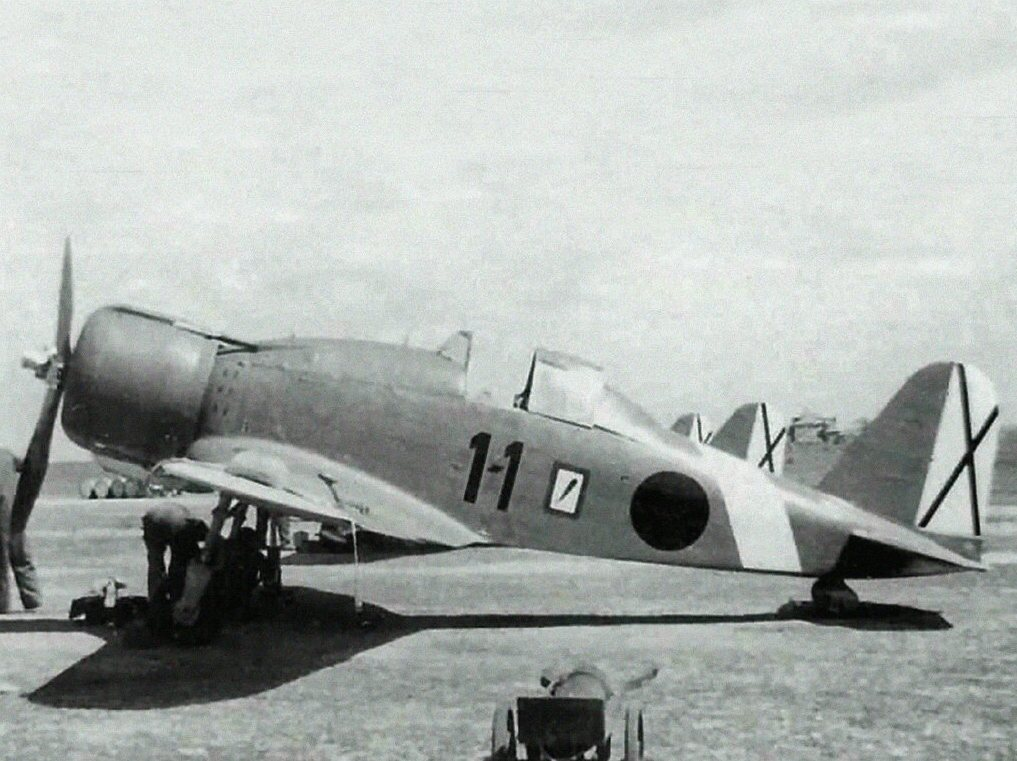
マリオ・ボンザーノ専用のフィアットG.50 "1-1"、1939年1月にスペインで

1938年に最初の運用可能なフィアット G.50戦闘機が王立空軍に納入された。スペイン内戦では、イタリアの紛争に貢献した「遠征空軍」を強化するために12機ほどのG.50がスペインに派遣された。その中の最初の機体は1939年1月に戦場に到着した。派遣された戦闘機は1機も実際の戦闘を経験しなかったことから、スペイン戦域での存在価値には疑問が持たれている。内線が集結すると、この地域のG.50はスペインに引き渡され、その後モロッコで実戦配備された。カッタネオはこの経験を「軍備を増強するためには何も行われなかったので、ほとんど何も学べなかったようだ」と要約した。
G.50が就役すると、非常に機動性が高い機体であることが広く認められ、イタリア最高の戦闘機の一つと考えれていたが、第二次世界大戦が勃発した頃には、航空分野の急速な進歩によって当時主要国が使用していた競合する前線の戦闘機と比較すると、出力も武装も劣っているとみなされた。それにもかかわらず、イタリアがまもなく西側の民主主義国との戦争状態に陥ることがさらに明らかになったため、第二次世界大戦が近づく頃には新たに納入されたG.50が王立空軍の部隊にさらに配備され、1939年11月以降、さまざまな演習や実戦訓練に幅広くしようされた。
1940年6月にイタリアが第二次世界大戦に参戦したときには、王立空軍には総計118機のG.50が配備されており、そのうちの97機は前線での任務遂行が可能で、残りの機体は整備中ないし配属待ちの状態だった。その殆どは、チャンピーノ空港（ローマ郊外）の第51航空群（Storm）と、第52航空群の第22航空団（Gruppo）に配備された。1940年6月10日にイタリアがフランスとイギリスに宣戦布告を発すると、第22航空団のG.50は、第20航空団の48機の航空機を従えて作戦を開始した。最初の数日間の作戦は散発的かつ多様で、多くの場合、コルシカ島の港や飛行場を爆撃するサヴォイア・マルケッティ SM.79を護衛する任務についた。これらの作戦は、フランスが1940年6月20日に独仏休戦協定に署名して枢軸国側に正式に降伏したことですぐに終了した。

### ベルギーへの展開とバトル・オブ・ブリテン
1940年9月、ボンザーノ少佐率いるフィアット G.50を装備した第56航空群第20航空団（第351/352/353飛行隊）は、フィアット CR.42を装備した第18航空団とともに、バトル・オブ・ブリテン中に編成された、ベルギーを拠点としたイタリア航空軍（CAI）の一部だった。カッタネオによれば、イタリア政府は政治的日和見主義と威信の追求からイギリス本土に対する航空攻撃に参加することを決定したとのことで、空軍参謀はむしろ有意義な貢献をする可能性がより高かったであろう他の前線にこれらの部隊を派遣したかっただろうと主張している。
この戦場で、G.50は相対的に低速であり、開放型コックピットと航続距離が短いことが障害となっていた。カッタネオはさらに、悪天候と人員の準備不足も戦闘機の有効性を損なうさらなる要因であると指摘している。配備されたG.50は開放型キャノピーを装備した初期のモデルだったが、これは一般的な地中海気候では便利だったが、ヨーロッパ北部の寒冷な気候ではパイロットを苦しめることになった。また、搭載された無線もあまりよくなく（高度を上げると凍結しやすい電池が使われていた）、防御装甲が欠如しているなど、機体の装備も不十分だった。
イギリスでの初期のG.50の経験は、戦闘に力不足であることを明らかにした。G.50の運用は、この作戦中ほとんど役に立たないと考えられていたが、その理由の一つは敵地が遠方なのに対してG.50の航続距離が短いことにあった。G.50の滞空時間は相対的に限られていたため、ミッションが1時間を超えることはほとんどなかった。より大型の燃料タンクを装備したG.50 bisもすでに生産されていたが、第20航空団の派遣には間に合わなかった。G.50は性能自体も不十分であり、1940年11月5日の衝突では22機のG.50の編隊が数機のイギリスのホーカー ハリケーンを迎撃したが、RAFのパイロットは容易に脱出できた。1940年11月21日に1機のブリストル ブレニムがベルギーマルデゲムの飛行場を攻撃し、2機のG.50がスクランブル発進したが、雲中で爆撃機を見失った。11月23日には数機のG.50が4機のハリケーンを追跡したが、接近することはできなかった。1941年1月31日、数機のG.50が1機のブレニムを雲の中に取り逃がすという別の成果のない迎撃が行われた。
1941年初頭に、CAIは1941年4月まで第2航空艦隊とともにベルギーにとどまったG.50の2つの飛行隊を残してイタリア本国に帰還した。全体として、G.50はCAIにおいて429回の任務を遂行し、34回の護衛任務と26回のスクランブル発進を行ったが、これらの行動中に敵機と交戦することはできなかった。この配備中に1機のG.50が失われ、7機が損傷した。第2航空艦隊との作戦中に第20航空団はさらに4機の戦闘機を失い、パイロット2名が死亡した。2機のG.50がドイツ戦闘機および高射砲による同士討ちで損傷したと記録されている。
ベルギーでは第20航空団がドイツのメッサーシュミット Bf109の実戦機動を見る機会を得、数人のG.50のパイロットがBf109を操縦する訓練を受けたことが知られている。同じ頃、1941年1月中頃に2人のBf109Eのパイロットが航空団に配属された。1941年4月8日、G.50による最後の敵機視認が起きたが、戦闘機と識別された目標はまたしても逃げおおせた。

### 北アフリカ戦線
1940年12月27日に、第2自律陸上戦闘航空団の第150および152飛行隊に所属する最初の27機のG.50がブリンディジおよびグロッターリエ飛行場からリビヤに到着した。1941年1月9日、この戦域での最初の戦闘任務を遂行中に第150飛行隊の指揮官、トゥッリオ・デ・プラート大尉が前線でホーカー ハリケーンMk.Iからの攻撃を受けて砂漠に不時着した。1941年1月31日、新しいG.50 bisをそなえたルイジ・ビアンキ少佐指揮の第351、360および378飛行隊からなる第155自律陸戦航空団がリビヤに到着した。しかしながら、1940年から1941年にかけての冬季には、イタリア陸軍の撤退の混乱に巻き込まれ、G.50はあまり実戦行動に投入されなかった。
フレッチャのパイロットによる敵機の撃墜に関する最初の数少ない主張の一つが1941年4月9日に発生した。カルロ・クニャスカ中尉（熟練のパイロットで、初めてG.50をフィンランドに納入した人物）は、英第73飛行隊所属のハリケーンMk I戦闘機3機の編隊に攻撃を仕掛け、そのうち1機を撃墜したと主張したが、戦果は確認されなかった。クニャスカは帰還時にG.50を強制的に不時着させる必要があり、滑走路上で機体が裏返しになったが、パイロット自身は無傷だった。
低空での空中戦はしばし混乱し、予測不可能な影響をもたらした。４月１４日に351飛行隊の8機のG.50を含む66機の枢軸軍機の編隊がトブルク近郊に駐留していたイギリス軍を攻撃したときのように、戦術的な奇襲はしばしば交戦の決定的要因となった。この戦闘では、英空軍第73飛行隊の守備隊は数的に劣勢だったので、G.50よりもわずかに優速なだけのハリケーンは、戦闘機を無視してより脅威の大きな爆撃機の迎撃に全力を傾ける必要があった。G.50を操縦していたクニャスカとマリネッリは、急降下爆撃Ju 87 シュトゥーカを銃撃しているH.G.ウェブスターのハリケーンを攻撃し、ついにウェブスターはトブルク上空で撃墜されて死亡した。カナダ人パイロットでエースのジェームス・ダンカン・”スマッジャー”・スミス中尉（P2652）はこの交戦を目撃し、そのあとでクニャスカとマリネッリ両名を撃墜し、さらに別のG.50に損傷を与えたが、最終的に伊第351飛行隊指揮官のアンジェロ・ファネッロ大尉によって撃墜された。
5月27日、第20航空団は新型のフィアット G.50 bisを装備した第151飛行隊によって補強された。この新型機は胴体内部（当初は爆弾倉として設計されていた）に燃料タンクを増設することで、ほぼ2時間の滞空時間を備えていた。G.50での通常の戦術は高度1,500 m (4,900 ft)からの急降下で、北アフリカ上空で高高度を飛ぶことはなく、通常は4,500 m (14,800 ft)を超えることはなかった。機体には無線機が搭載されておらず、またエアフィルターを装備敷いていたにもかかわらず砂漠の砂によってエンジンの寿命はわずか70時間から80時間程度に短くなっていた。
G.50はもっぱら砂漠空軍の戦闘機に対して劣勢を強いられたが、パイロットたちは速度が早く武装も強力なハリケーンやP-40を撃墜することもあった。熟練したパイロットの手にかかれば、G.50は1回の出撃で複数の敵を仕留めることさえ可能だった。例えば、1941年7月9日の夕刻に第155自律航空団378飛行隊のアルド・ブボーリ曹長はトリポリ港の哨戒を行うためにカステル・ベニート空港を離陸し、低空で船舶を攻撃していた7機のブレ肉軽爆撃機を迎撃した。ブヴォーリが攻撃に参加したときには、すでに第151航空団の2機のフィアット CR.42複葉戦闘機がブレニム追撃しており、各爆撃機を順繰りに射撃していた。1機のブレニムが海に墜落し、別の1機はトリポリの北数マイルで撃墜された。更に2機がマルタのルア飛行場に帰還できず行方不明となった。これらの功績によりブヴォーリは銀武勲章を授与され、その後4機の撃墜を記録した。英第110飛行隊は、7月上旬にイギリス本土からマルタに到着して最初の任務で同数のブレニムMk. Vを失ったと報告している。

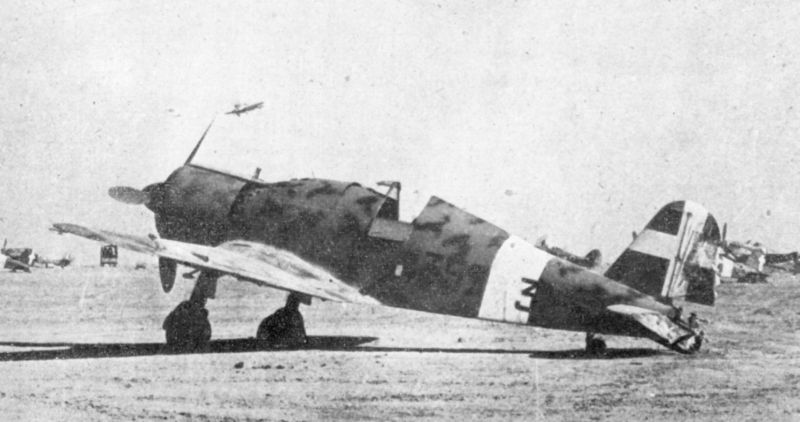
北アフリカのシディ・レゼグ飛行場でイギリス軍に捕獲されたイタリアのフィアット G.50。 イギリス空軍のホーカー ハリケーンが着陸中 (左)、もう 1 機が右側の背景にいる。

コンパス作戦初期のイギリス軍の最初の大規模な攻勢であるシディ・バッラニの戦いの間、デルナ県のマルトゥバ空軍基地から出撃した数機のG.50がシディ・バッラニのイギリス軍掌握地域にある空港を攻撃した。クルセーダー作戦中の1941年11月18日、砂漠空軍はアイン・エル・ガザラ飛行場で13機の航空機を破壊し、そのうちの10機がG.50だった。11月19日にシド・エル・レゼグを拠点とする第20航空団は、イギリス軍機甲部隊の急襲を受けて大きな損害を被った。19機のG.50のうち、脱出できたのは3機だけで、パイロットと地上要員80名が捕虜となった。合計で26機のG.50が失われ、第20航空団には36機のG.50しか残らず、稼働可能なのは27機だけだった。この頃には中佐に昇進して第20航空団の指揮官となっていたマリオ・ボンザーノは捕虜となり、副官のフリオ・ニクロット・ドーリオはイギリスの作戦を知らなかったために危うく撃墜されるところだった。数機のG.50がほぼ無傷で鹵獲され、少なくとも1機が第260飛行隊によって持ち去られ、のちに第272飛行隊に移された。
1942年以降、G.50はイタリア王立空軍では小さな役割しか果たさなかった。1942年6月、イギリスの諜報機関は第12航空団が合計26機のG.50を保有していたと推定しており（可動機はそのうちの10機）、第5飛行隊は基幹となる104機のC.202、63機のC.200、32機のZ.1007、31機のS.79の混成部隊だったと推定されていた。

### エーゲ海戦線
1940年10月にイタリアがギリシャに宣戦布告すると、フレッチャは10月28日にバルカン半島とエーゲ海の上空でギリシャおよび連合国に対する攻撃を開始し、通常はベラト、デヴォリ、グロッターリエの飛行場から出撃した。
ギリシャでの作戦中、悪天候がしばしば枢軸軍の航空作戦を妨げる原因となったが、多くの激しい空中戦が何度も繰り広げられ、しばしば紛争双方の人員の過剰申告が伴った。1941年2月20日未明、第54航空団の7機のG.50がデヴォリからスクランブル発進し、ホーカー ハリケーンに護衛されたイギリス空軍の爆撃機の編隊を迎撃したときに、ハリケーン戦闘機の飛行隊がバルカン半島上空での初めての空中戦を行った。その数日前にイギリスの貨物船がギリシャのパラミティアに6機のハリケーンと数機のウェリントン爆撃機を輸送してこの地域の英空軍の戦力を増強していた。フレッチャは爆撃機と戦闘機の両方を撃墜したと主張し、イギリスは4機のG.50を撃墜したと種痘したその日の午後、15機のG.50が英空軍のグロスター グラディエーターを含むの大規模な混成編隊と交戦し、1機のG.50の損失に対して10機を撃墜したと主張した。英空軍は損失なしに3機のG.50を撃墜したと主張した。戦後の記錄では、この日は1機のブリストル ブレアムと1機のG.50が失われたことになっている。
1941年2月28日、イギリス空軍部隊はイタリアの爆撃機編隊とその護衛を迎撃し、その後の戦闘で27機を撃墜し、その他数機に損傷を与えた主張した。イタリアは6機のグラディエーターと1機のスーパーマリン スピットファイアを撃墜したと主張した。記録された損失はグラディエーター1機とイタリア8機であり、さらに多くの航空機が損傷した。この戦闘以降、王立空軍はこの戦域内で有効な部隊ではなくなった。
1941年3月4日、エースのパット・パトルのウイングマンとして飛行していたオーストラリア空軍のエースナイジェル・カレン中尉（15機ないし16機撃墜）がヴァローナ沖（アルバニア）で操縦していたハリケーンV7288を撃墜したのは、1機のG.50 bisだった。
ギリシャでの作戦中、G.50戦闘機10機が失われたと記録されており、これには戦闘による損失と、事故やイタリア軍飛行場に対する連合軍の爆撃の結果、破壊された損失の両方が含まれている。

### シチリアおよびイタリア本土
戦争後半、G.50は通常は外部爆弾のみを装備した多用途の戦闘機および対地攻撃機として運用された。G.50は連合軍のシチリア侵攻の初期段階において、連合軍の上陸作戦に反撃するために王立空軍が最も多く使用した航空機だった。
侵攻開始の直前に、G.50 bis戦闘爆撃を装備した王立空軍の地上攻撃専門部隊である第50攻撃航空群が南イタリアに再配置された。1943年7月10日に侵攻が始まるとすぐに、枢軸国の反撃に参加するために増援部隊がその地域に急行した。他のイタリアとドイツの地上攻撃部隊と並んで、ピストイアの第158および第159攻撃航空団の45機のG.50 bisが連合軍の海軍資産、上陸用舟艇および軍隊の攻撃に従事した。これらのうちの10機は7月11日に数機のRe.2002と共同で行動し、第362飛行隊の5機のRe.2005に護衛されたが、圧倒的な戦闘機「アンブレラ」によって迎撃された。続く交戦では、第5攻撃航空群の指揮官であるグイド・ノビリ中佐を含む3機のG.50が撃墜された。残りのイタリア空軍は基地に戻り、着陸後、追撃空襲により戦闘機のほとんどが地上で破壊された。
イタリアが連合国と休戦協定を結ぶまでに、イタリアで運用されているG.50戦闘機は数機を残すだけになっていた。これらの多くは引き続きイタリア共同交戦空軍の一部として運用されたが、少なくとも4機のG.50がイタリア国家空軍によって戦闘練習機として使用された。G.50を使用したイタリア人パイロットで最高のスコアを記録したのはフリオ・ラウリで、彼は1941年末までに11機の「撃墜」を記録し、敵機18機撃墜という最終スコアを達成した。

### フィンランド軍

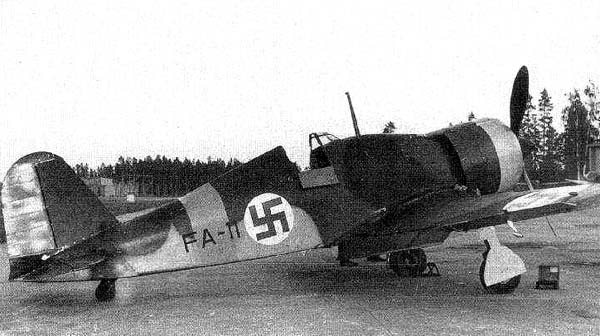
フィンランドのマーキングが施されたG.50、おそらく1940年

G.50 は、1939年から1940年の冬戦争と、1941年から1944年の継続戦争という2つのフィンランドの対ソ連戦で最長かつ最も成功した運用を記録した。戦争が勃発する前の1939年末、フィンランドは35機のフィアット G.50を発注した。最初の10機は1940年2月までに納入される予定だった。フィンランド人パイロットのグループは、グイドニア空港で10時間の訓練コースを受講し、その後トリノのフィアット・アヴィアツィオーネでも受講した。訓練飛行中、高度3,500 m (11,500 ft)からの急降下中、タパニ・ハルマジャ中尉は推定速度780 km/h (480 mph)に達したが、これは機体の構造的完全性にとっては速度超過であると考えられた。この結果、風防が破損した。
ドイツが航空機の輸送を妨げたため、機体は分解され、ラ・スペツィアでノルウェー船ブラガにで積み込まれて1月20日にフィンランドのトゥルクに向けて出航した。この遅れのため、最初のG.50がウッティのフィンランド空軍第26飛行隊（HLeLv 26）に1940年2月までには到着しなかった。G.50にはFA-1からFA-35までの機体番号が付けられていたが、納入されたのは33機だけであったようだ。冬戦争後の休戦の前日、第26飛行隊は発注した35機のフィアット G.50のうち30機を受け取り、33機は輸送中に損傷していなかった。
フィアットG.50 FA-8は、ハンガリー人義勇兵ヴィルヘルム・ベカシー少尉が悪天候の中、離陸中に同国人のマティアス・ピリティ中尉との交信が途絶え、引き返したため破壊された。翌日、アッサー・ワレニウス軍曹がFA-7で離陸したが、メインタンクの燃料ポンプのスイッチを入れ忘れたため、予備燃料タンクが空になり、FA-7は墜落、損傷した。ワレニウスは一命を取り留めたが、負傷した。フィンランド空軍自体の技術的な問題により、35機のフィアットG.50のうちフィンランドに引き渡されたのは33機のみだった。
イタリア製戦闘機の到着が遅かったので、その年の冬季戦闘の行方には影響を与えられなかったが、そのほとんどはすぐに前線に送られた。フィアットのパイロットたちは、2月下旬から3月上旬にかけてヴィボルグ湾での激しい戦闘に巻き込まれた。いくつかの情報源によると、最初の撃墜は2月26日に達成されたという。翌日、マルミヴオ少尉は、ソ連軍機との戦闘の末、彼の戦闘機FA-12が墜落し、G.50で死亡した最初のフィンランド人パイロットとなった。そして3月11日、イタリア人義勇兵ディエゴ・マンゾッキ軍曹が戦闘出撃から帰還中に墜落死した。フィアットの基地は絶えず攻撃を受けていた。ウッティ飛行場はソ連空軍によって爆撃された。その結果、フィアットはウッティの北西２キロ、ハウカヤルヴィ（ファルコン湖）の氷上に移された。ハウカヤルヴィが爆撃や戦闘機による攻撃を受けるようになると、ラハティ市の近く、ホッロラの湖畔に別の基地が設立され、ピュハニエミ邸宅近くのヴェシヤルヴィの氷上にも設置された。
全体として、HLeLv 26は11機の撃墜を達成したが、戦闘による損失は1機、事故によるパイロットの死亡は1機だった（機体は修理され、1941年に復帰）。
フィンランドのG.50はCMASAによって製造されたセリエIとセリエIIの235機の中から取られたもので、7機を除くすべてがセリエIIの開放式コックピットを備えており、フィンランドのパイロットは特に冬場にこの特徴を嫌っていた。航空機を改良する試みはいくつかあり、1つは密閉式コックピットがテストされ、もう1つはD.XXIスキー式降着装置の使用がテストされたが、いずれの修正も実用には至らなかった。極度の低温下で問題があったプロペラの保護を改善するなど、いくつかの変更が加えられた。フィンランドのG.50の速度は約430–450 km/h (270–280 mph)で、標準シリーズが達成できる速度よりもはるかに低かった。この段階では、フィンランドのパイロットはG.50よりもホーカー ハリケーン、フランスのモラーヌ・ソルニエ M.S.406、ブリュースター F2A バッファローを好んでいた。

#### 1940年2月下旬から3月上旬にかけての戦果
| I-16、I-15bis |

| I-15ter |

Source: Fiat.laivue – Lentolaivue 26 sodassa (The Fiat Squadron – the Squadron n:o 26 in war), pages 152 and 153. appendix Koneluettelo (Aircraft list), Kari Stenman, Maininkitie 14 A, FI-02320 ESPOO, +358 9 8092187, http://www.kolumbus.fi/kari.stenman, printed Otavan Kirjapaino Oy, Helsinki, 2013, ISBN 978-952-99743-8-2
フィンランド空軍の有効性が初めて実証されたのは1941年6月25日のことで、HLeLv 26のG.50がソ連のSB爆撃機15機のうち13機を撃墜した。合計で13機の戦果が達成された。
継続戦争中、G.50は1941年のフィンランド攻勢で最も成功を収めたが、それ以降は印象が薄れた。1941年、HLeLv 26はわずか2機の戦闘機を失って52勝を挙げた。ソ連は1942年と1943年に、より優れた新型戦闘機を前線に投入したのに対して、フィアットは老朽化し、スペアパーツの不足からパイロットの出撃回数は最低限に制限された。それでも、1939年11月30日から1944年9月4日の間に、HLeLv 26のG.50は、ソ連に送られたイギリス軍戦闘機など、彼らよりも近代的な機体を含む99機の敵機を撃墜した。同じ期間にフィンランドの飛行隊は数種類の航空機41機を失った。しかし、フィアットが戦闘で失われたのはわずか3機であり、勝敗比は33/1でだった。
フィンランドで最も活躍したG.50パイロットはオイヴァ・トゥオミネン（23勝）、オッリ・プハッカ（11ないし13勝）であり、他の資料によれば、ニルス・トロンティ（6勝）、オンニ・パロネン（4勝）、ウント・ニーミネン（4勝）、ラッセ・ラウタマキ（4勝）と続いている。フィンランドのG.50は1944年夏、最終的に前線での任務から外された。10機か12機しかなく、予備部品が不足していたため、練習機としても長くは使われなかった。少し古いMS.406とは異なり、エンジンを改良して高速化しようという努力もなされなかった。最後のG.50は1946年12月13日にカウハヴァのFAF飛行アカデミーで除籍された。

### クロアチア軍

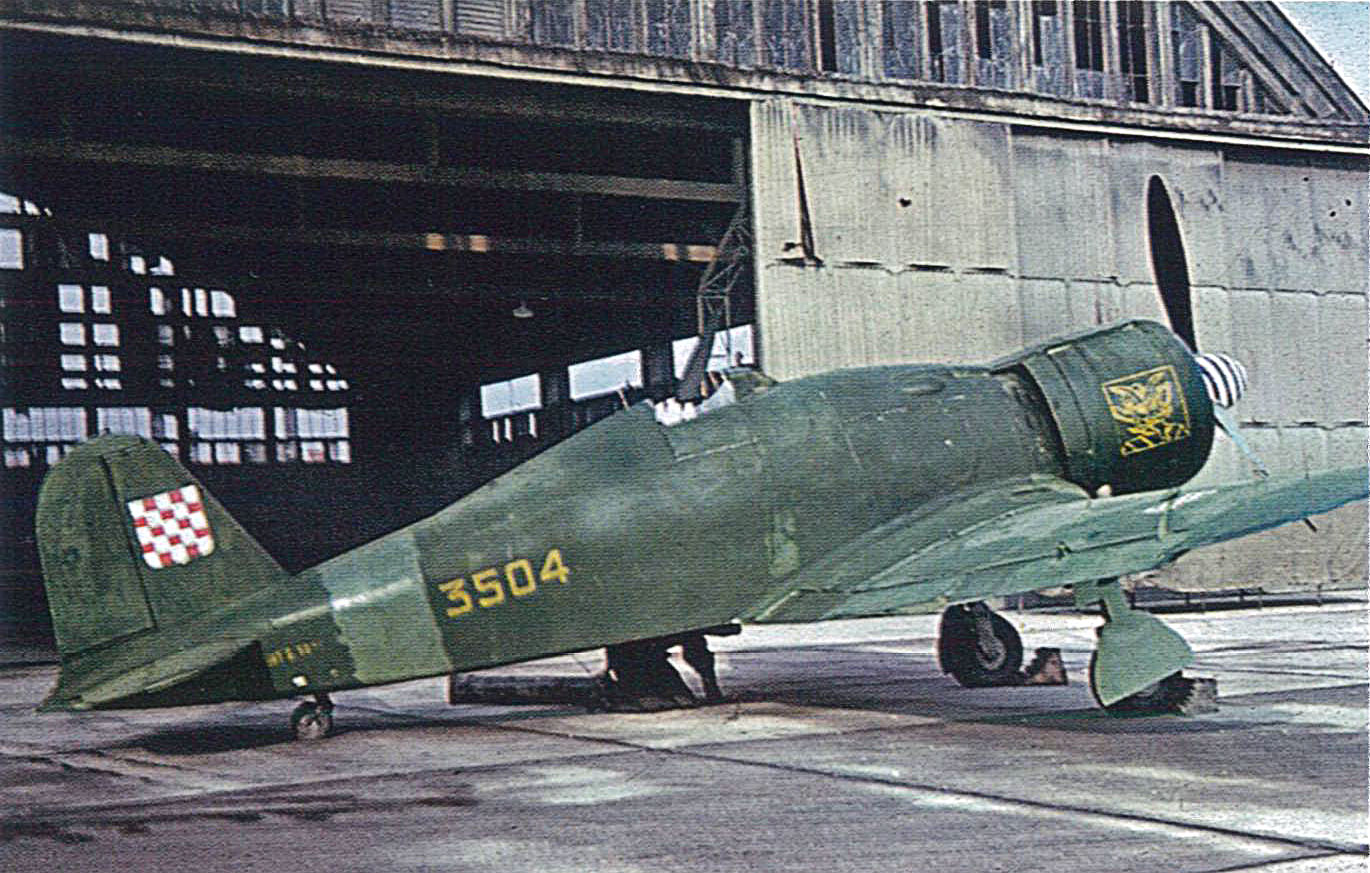
1944年、クロアチアのフィアットG.50

1941年10月、クロアチア空軍軍団はイタリアに軍事援助を要請し、イタリアは10機のフィアットG.50（単座機9機、複座機1機）と補助装備を提供することに同意した。1942年6月12日、フィアットG.50 bis戦闘機はトリノのフィアット・アヴィアツィオーネからクロアチアに向けて離陸したが、国境に到着する前に、クロアチア人パイロットの離反を恐れたイタリア軍最高司令部総司令官ウーゴ・カヴァッレロの命令で阻止された。G.50はクロアチア空軍に引き渡されるまで6月25日まで待たなければならず、クロアチア空軍はバニャ・ルカの第16ヤトーに配属し、1945年までユーゴスラビアのパルチザンに対して、最初はボスニアとヘルツェゴビナで、その後セルビア、クロアチア、ダルマテチアで集中的に使用された。1942年には、クロアチアのG.50 bis飛行隊が北ユーゴスラビアからウクライナ戦線に移駐し、第4ドイツ空軍の側面攻撃を担当した。
1943年6月25日、Zrakoplovstvo Nezavisne Drzave Hrvatske（クロアチア独立国空軍、ZNDH）は9機のG.50 bis戦闘機と1機のG.50Bを受領した。10月、バニャ・ルカのザルジャニ飛行場を拠点としながら、1年近くにわたってパルチザンに対して多くの空爆任務を行った。
1943年9月8日のイタリア休戦後、ドイツ空軍はクロアチア空軍軍団にバルカン半島の王立空軍の飛行場で鹵獲した20～25機のフィアット G.50を供給した。
これらは2つのクロアチア戦闘機部隊に装備されたが、1943年末には10機しか残っていなかった。休戦後に捕獲された3機のG.50は、1944年の初めにKro JGr 1に貸与された。1944年、G.50の一部はブレージツェ訓練学校で運用された。ZNDHは7機のG.50(2機は運用可能)を残して1945年を迎えた。1945年3月10日、これら6機のフィアットはルッコを拠点とした2.LJ（Lovacka Grupa、戦闘機グループ）によって運用された。3機は3月25日、ルッコ飛行場をナパーム弾で攻撃した213番と249番の英空軍のマスタングによって損傷し、翌日、最後の運用機であったフレッチャの1機が、亡命したイヴァン・ミスリン伍長によって、コルフト伍長（Bf 109 G-10に搭乗）と共に空軍の掌握する飛行場まで飛ばされた。最後のG.50はユーゴスラビアのパルチザンに鹵獲された。戦後、G.50は新しく結成されたユーゴスラビア空軍でしばらく使用され、最後の現役G.50となった。

## 派生型

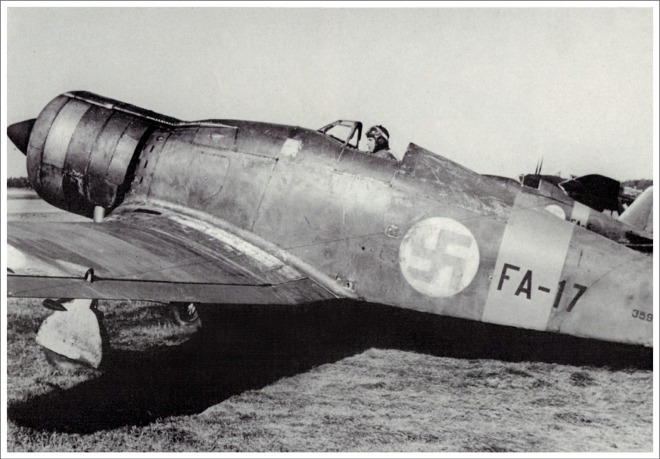
フィアット G.50 IIシリーズ

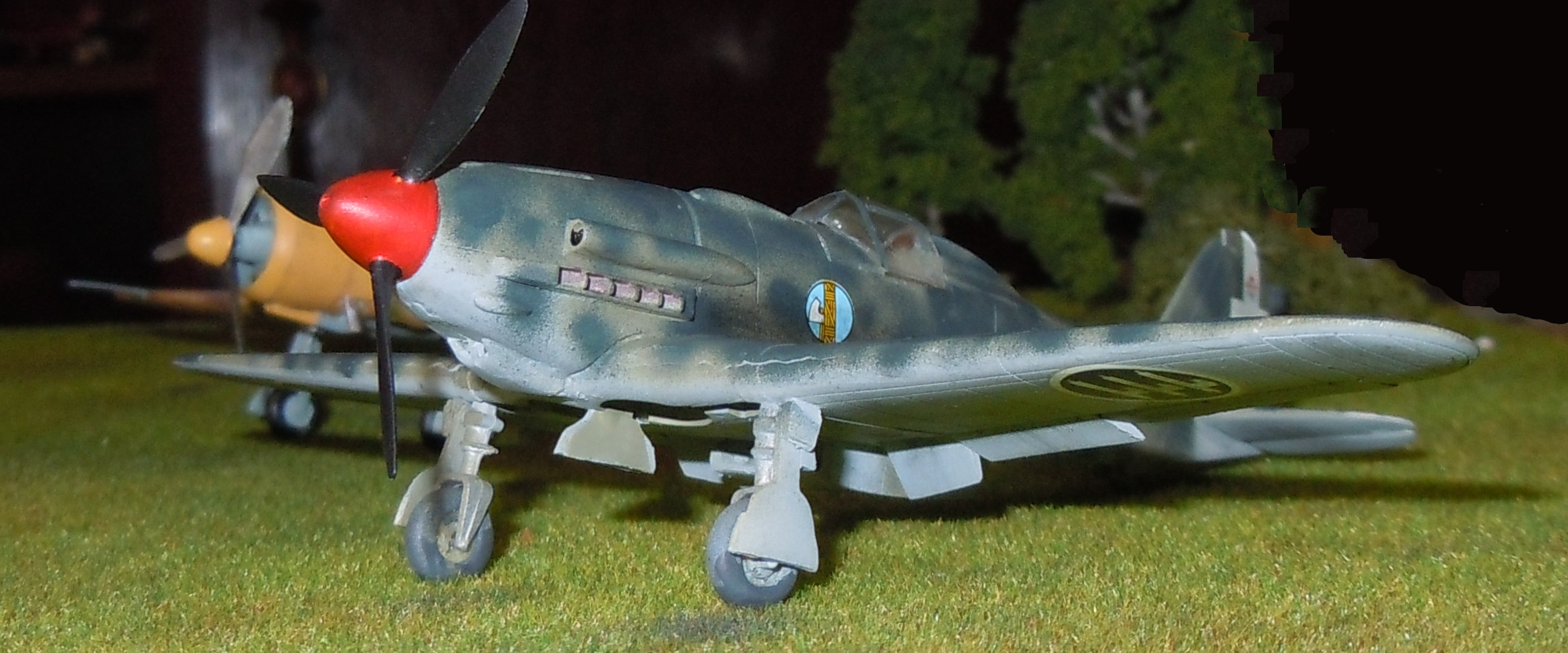
フィアット G.50Vの模型

G.50
最初の量産型
G.50 bis
航続距離を延長したG.50の発展形。421機製造
G.50 bis/A
G.50Bを改造した複座艦載機、1機製造
G.50 ter
より強力な1,000 hp (750 kW)出力のフィアット A.76エンジン搭載型。1機製造
G.50V
液冷V型12気筒のダイムラー・ベンツ DB 601を搭載した機体。1機製造
G.50 bis A/N
複座の戦闘爆撃機型。1機製造
G.50B
複座の練習機型。100機製造
G.51
G.50Vの量産型として計画されたが、フィアット G.55に取って代わられた
G.52
フィアット A.75 R.C.53エンジンを搭載したG.50の計画型。エンジンが実用化されなかったため、G.52は製造されなかった

## 運用者
クロアチア独立国
- クロアチア独立国空軍は15機以上の機体を受領した。

 フィンランド
- フィンランド空軍は35機を発注して33機（FA-1からFA-6とFA-9からFA-35)を受領した。FA-7とFA-8は、1940年春にボスニア湾横断時に事故で失われフィンランドに到着しなかった。
  - 第26飛行隊

 ナチス・ドイツ
- ルフトヴァッフェ

 イタリア王国
- イタリア王立空軍（英語版）
  - 1939年1月から3月にかけてのスペイン内戦で戦闘機実験航空団（英語版）の12機のG.50戦闘機がスペイン空軍に譲渡された。
  - 第351飛行隊（351ª Squadriglia）
  - 第352飛行隊（352ª Squadriglia）
  - 第353飛行隊（353ª Squadriglia）
  - 第354飛行隊（354ª Squadriglia）
  - 第355飛行隊（355ª Squadriglia）
  - 第357飛行隊（357ª Squadriglia）
  - 第358飛行隊（358ª Squadriglia）
  - 第359飛行隊（359ª Squadriglia）
  - 第360飛行隊（360ª Squadriglia）
  - 第361飛行隊（361ª Squadriglia）
- 遠征空軍（英語版） 12機
- イタリア共同交戦空軍（英語版）

イタリア社会共和国
- イタリア国家空軍（英語版）

 スペイン
- スペイン空軍

 ユーゴスラビア
- ユーゴスラビア人民空軍 元クロアチア独立国軍の1機

## 現存する機体

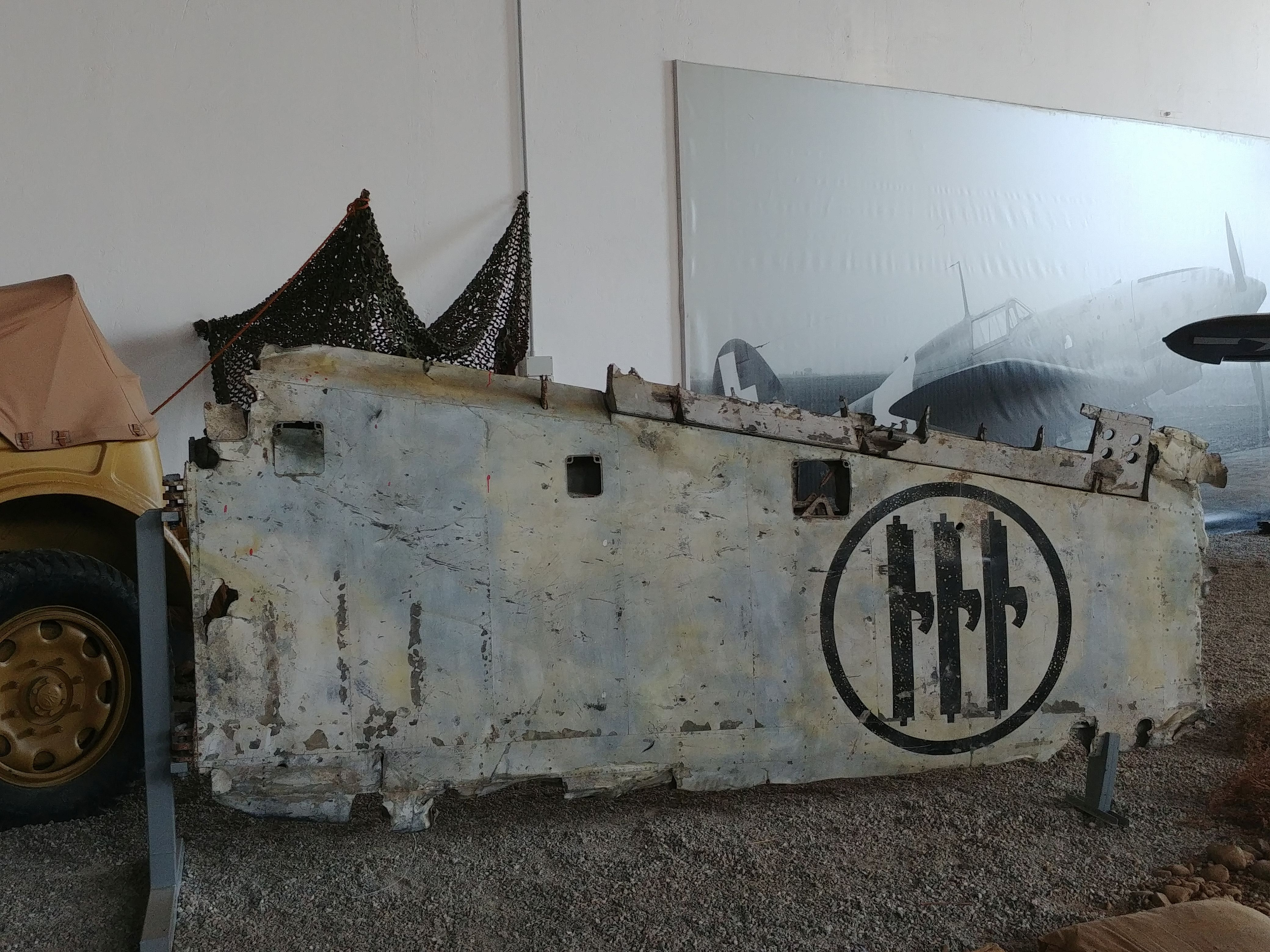
イタリアで展示されている修復前の主翼パネル

2010年9月時点で、セルビアのベオグラード・ニコラ・テスラ空港にあるスルチンの航空博物館で、現存する唯一のG.50 bisが修復中だった。

## 仕様（G.50）

### 諸元
データは A Second String Arrow...The Fiat G.50 から
- 乗員：1
- 全長：8.01m
- 全幅：10.99m
- 全高：3.28m
- 翼面積：18.25m2
- 空虚重量：1963kg
- 最大離陸重量：2402kg
- エンジン：フィアット A.74 R.C.38（英語版） x 1
- 形式：空冷14気筒星型エンジン
- 出力：649 kW (870 hp)（離陸時）

720 kW (966 hp)（高度3800m）
- プロペラ：3翅ハミルトン・スタンダード-フィアット定速プロペラ

p=== 性能 ===
- 最高速度：470km/h（高度5,000m）
- 航続距離：445km
- 最高高度：10,700m
- 上昇性能：高度5,000mまで6分03秒
- 翼面荷重：131kg/m2

### 武装
- 固定武装：12.7mm ブレダSAFAT機関銃 x 2

### 関係する開発
- フィアット G.55

### 同様な役割、構成、時代の航空機
- ブロック MB.150
- カーチス P-36 ホーク
- IAR 80
- コールホーフェンFK58
- マッキ C.200
- 中島 キ-43
- ポリカルポフ I-16
- レッジャーネ Re.2000
- セバスキー P-35
- ヴァイス・マンフレッド WM－23 エズストニール（英語版）

### 関連する一覧
- 戦闘機一覧#第二次世界大戦期の戦闘機
- List of aircraft of Italy in World War II